# Don Duyns
Dionisius Antonius (Don) Duijns (Haarlem, 16 april 1967) is een Nederlands toneelschrijver, kunstschilder en regisseur.

## Biografie
Duyns studeerde van 1985 tot 1990 Theaterwetenschappen aan de Universiteit van Amsterdam. In die periode ging hij met een groep medestudenten rond in het zomer-straattheater. Ook speelde hij in 1986 in de televisieserie Plafond over de vloer de rol van de ober Ronald Stevens die de artiestennaam Evert van der Schacht ambieerde om in de Verenigde Staten op te vallen. In 1990 studeerde hij af, op het werk van Frans Strijards. Hij was een paar jaar toneelcriticus bij Het Parool.
Duyns schreef een aantal boeken, waaronder Een gelukkige jeugd in 1993 en Buigen in 2007. Hij heeft echter meer toneelteksten op zijn naam staan. Zijn teksten werden uitgebracht bij gezelschappen als Hollandia, Huis aan de Amstel, Rotheater, Growing up in Public en DNA.
Duyns schreef mee aan tv-series als Hertenkamp, Lotte, Alex FM en Spangas. Ook schreef hij het scenario voor het toneelstuk en de filmversie van Lang en gelukkig en het scenario voor de telefilm Bannebroek's got talent, geregisseerd door Pieter Kramer.
In 2016 schreef hij de aflevering De operatie voor de VPRO-jeugdserie Eng. Duyns schreef het scenario van de televisiefilm Pinksterprins, die in februari 2025 uit werd gebracht.

## Erkenning
Voor zijn toneeloeuvre won Duyns in 1992 de Perspectiefreis.
Voor het scenario van de korte film Spotters won Duyns in 2015 de vakprijs de Zilveren Krulstaart. In 2019 won Duyns, samen met regisseur Pieter Kramer, de Prosceniumprijs.

## Privé
Duyns is een zoon van Cherry Duyns.